# Famille Pagnol
Marcel Pagnol appartient à une vieille famille - d'origine espagnole - installée à Valréas, dans le Vaucluse, depuis au moins 1610.
Son grand-père paternel, André Pagnol, était tailleur de pierre à Valréas, puis à Marseille où il fut sacré « Premier compagnon » des Bouches-du-Rhône et envoyé à Paris pour la restauration de l'Hôtel de Ville.
Sa mère, Augustine Lansot, est issue d'une souche normande du Cotentin installée par la suite en Bretagne, jusqu'à ce que son grand-père Auguste Lansot, mécanicien de marine, soit muté de Lorient à Marseille, où son fils, Guillaume Lansot, également mécanicien de machines à vapeur, décida de se fixer.

## Ascendants d'Augustine (Lansot et Le Pontois)
- Pierre Le Pontois, Agon (Manche)
- x Louyse Le Turcq
  - Denis Le Pontois, né vers 1700 et mort le 1er avril 1744 à Agon (Manche)
  - x Anne Leclerc, mariés le 19 janvier 1727 à Agon
    - Jacques Alexandre Louis Le Pontois, né le 14 septembre 1742 et mort à Agon le 2 décembre 1779, épouse le 6 février 1766 à Agon :
    - x Jacqueline Osouf, née le 27 décembre 1742 à Agon et morte le 6 aout 1809 à Agon, 5 enfants dont :
      - Françoise Jacqueline Le Pontois, née le 28 juillet 1769 à Agon et morte le 31 décembre 1831 à Saussey  (Manche)
      - x Pierre Nicolas Lansot, né le 15 septembre 1761 à Saussey et mort le 1er février 1815 à Saussey, 3 enfants dont :
        - Pierre Aimable Auguste Lansot, né le 10 février 1808 à Saussey et mort le 23 juillet 1870 à Lorient épouse le 8 novembre 1836 à Lorient :
        - x Yvonne Guiomar, née le 28 juin 1807 à Trédarzec (22) et morte le 8 janvier 1881 à Lorient (fille d'Yves Guiomar (1774-1818) et de Jeanne Le Pladec (1781-18..), 1 enfant :
          - Auguste Guillaume Lansot, né le 22 décembre 1839 à Lorient et mort le 15 janvier 1877 à Rio de Janeiro (Brésil), épouse le 28 avril 1866 à Marseille :
          - x Pauline Gounet, née le 12 septembre 1845 et morte le 22 mars 1906, fille d'Henri Gounet (1798-1849) et de Marie Terrin (1803-1885), 3 enfants dont :
            - Augustine Pauline Henriette Lansot, née le 11 septembre 1873 et morte 16 juin 1910 à Marseille

## Descendants de Joseph Pagnol et d'Augustine Lansot
1. Maurice Pagnol (2 avril 1894 - 18 août 1894), mort en bas âge
2. Marcel Pagnol (28 février 1895 - 18 avril 1974), écrivain français
3. Paul Pagnol (28 avril 1898 - 28 juillet 1932), chevrier
4. Germaine Pagnol (2 février 1902 - 5 septembre 1993)
5. René Pagnol (25 juillet 1909 - 31 mai 1997)

## Épouses, compagnes et enfants de Marcel Pagnol
- 1916 : Mariage avec Simonne Collin, le 2 mars 1916, à Aix-en-Provence.
- 1926 : Séparation d'avec Simonne, le divorce ne sera prononcé qu'en 1941.
- 1930 : Naissance de Jacques Pagnol, fils de Kitty Murphy, mort en 1993[2].
- 1933 : Naissance de Jean-Pierre Burgart, fils d'Orane Demazis (Henriette Marie-Louise Burgart).
- 1936 : Naissance de Francine Pagnol, fille d'Yvonne Pouperon.
- 1939 : Rencontre de Josette Day, sa compagne jusqu'en février 1944.
- 1944 : Retrouvailles avec Jacqueline Bouvier, rencontrée en 1938[3], future Jacqueline Pagnol. Mariage le 6 octobre 1945[4]. Le couple donne naissance à deux enfants :
  - 1946 : Frédéric Pagnol ;
  - 1951 : Estelle Pagnol, morte en 1954.

Marcel Pagnol fut très proche de Raymond Pellegrin, qui était orphelin. Pagnol le considérait comme un fils d'adoption, bien qu'il n'ait jamais entamé les démarches civiles.

## Joseph et Augustine vus par Marcel
Pour ce qui est de la rareté des informations sur sa mère, Marcel Pagnol nous l'explique ainsi dans La Gloire de mon père : 
« Je n’ai jamais su comment ils s’étaient connus, car on ne parlait pas de ces choses là [...] D’autre part, je ne leur ai jamais rien demandé à ce sujet, car je n’imaginais ni leur jeunesse ni leur enfance. [...] l’âge d’Augustine c’était le mien, parce que ma mère c’était moi... »
Dans son autobiographie et dans la plupart des biographies existantes, il n'est mentionné nulle part l'existence de son frère aîné, Maurice, qui aurait été conçu cinq mois avant le mariage de ses parents pour naître en avril 1894, et mort à l'âge de 4 mois, le 18 août 1894. Ceci pourrait expliquer certains passages où Marcel parle de la peur panique devant la maternité et de la santé fragile d'Augustine :
- Quelque temps avant la naissance de Marcel Pagnol : « elle conçut de graves inquiétudes, et déclara que son bébé ne naîtrait jamais parce qu’elle sentait bien qu’elle ne savait pas le faire. »
- Faible de poitrine, « ayant pris froid sous l’arbre situé au milieu de la cour-jardin du 51 rue Terrusse », elle meurt d’une congestion pulmonaire (pneumonie) le 16 juin 1910, à l'âge de 36 ans.

Joseph, devenu veuf, s'installe avec ses enfants au 17 cours Lieutaud, au quatrième étage. Il envisagea d’épouser la belle-sœur d’un ami instituteur de même promotion, Léon Chauchard, « mais celle-ci refusa car elle était catholique fervente et chacun sait que Joseph Pagnol était un athée convaincu. »
Il finira par se remarier en 1912 avec Madeleine Julien, qui n’a que 8 ans de plus que Marcel. Joseph Pagnol décède le 8 novembre 1951 à Marseille.
Dans les Souvenirs d'enfance, si Germaine est évoquée, il n'est pas non plus fait mention de René, né alors que Marcel est âgé de 14 ans, et qui aurait pu être mentionné dans Le Temps des amours. Toutefois ce tome n'est plus centré autour de la famille, mais de la vie de Marcel au lycée Thiers, ce qui peut expliquer cette absence.